# System (singel The Marians)
System – debiutancki singel zespołu The Marians promujący album Radioskun. Teledysk do tego utworu został nakręcony w starej cementowni w Jaworznie w industrialnym klimacie. Jego realizacją zajęła się grupa Fenixmusic, reżyserował Dawid Meller, a za zdjęcia odpowiadał Tomasz Wypych.

## Lista utworów
1. System (wersja singlowa)
2. System (wersja oryginalna)
3. Machina

+ teledysk (System)